# Conteville (Eure)
Pour les articles homonymes, voir Conteville.
Conteville est une commune française située dans le département de l'Eure en région Normandie.

## Géographie

### Localisation
| Berville-sur-Mer    | Saint-Samson-de-la-Roque | Saint-Samson-de-la-Roque |
|                     | Conteville               | Foulbec                  |
| Saint-Pierre-du-Val |                          |                          |

### Hydrographie
La commune est située dans le bassin Seine-Normandie. Elle est drainée par la Risle et un bras de la Seine,,.
La Risle, d'une longueur de 145 km, prend sa source dans la commune de Planches et se jette  dans la Seine à Berville-sur-Mer, après avoir traversé 52 communes.

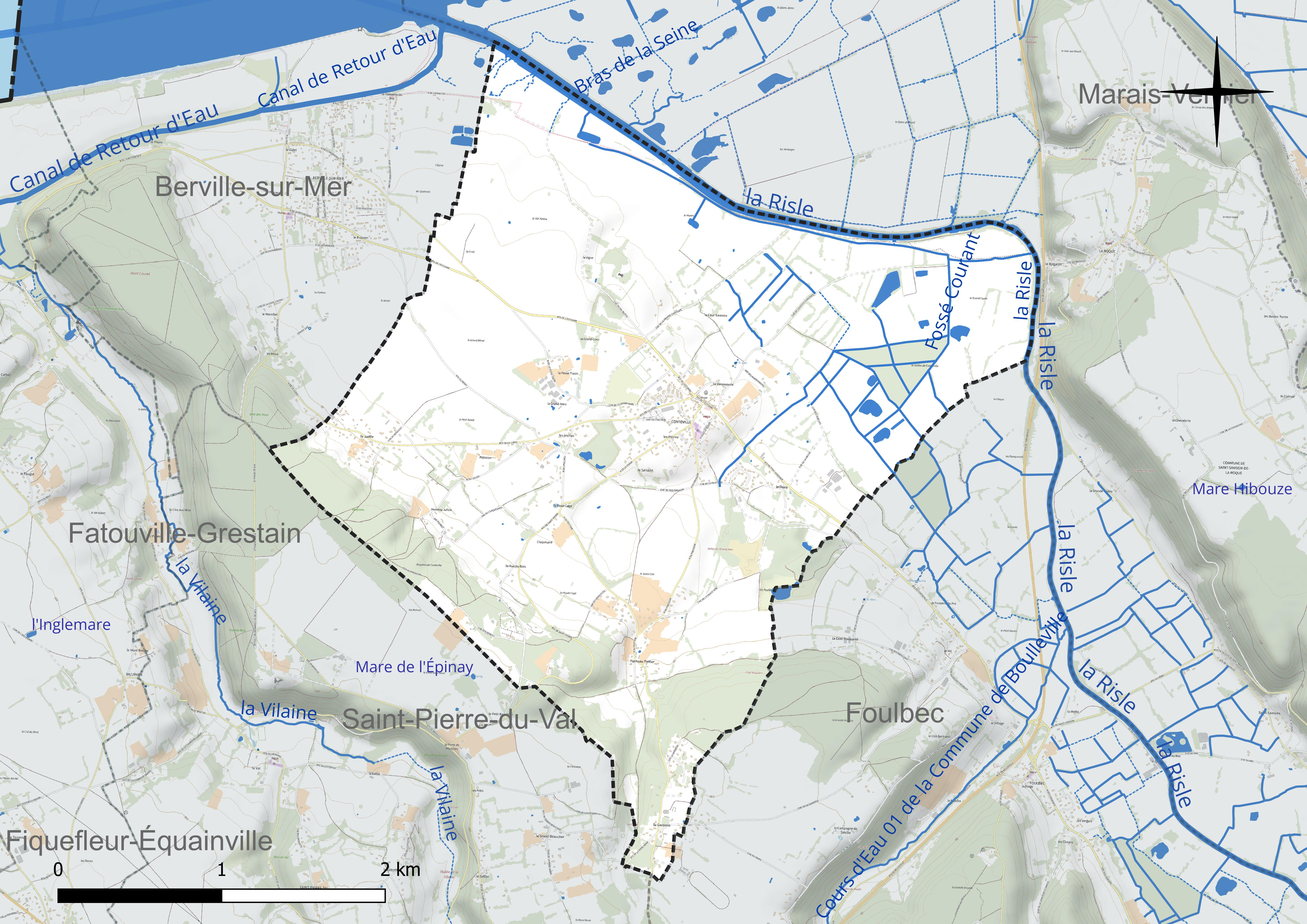
Réseau hydrographique de Conteville.

### Climat
Pour des articles plus généraux, voir Climat de la Normandie et Climat de l'Eure.
En 2010, le climat de la commune est de type climat océanique franc, selon une étude du CNRS s'appuyant sur une série de données couvrant la période 1971-2000. En 2020, Météo-France publie une typologie des climats de la France métropolitaine dans laquelle la commune est exposée à un climat océanique et est dans la région climatique  Côtes de la Manche orientale, caractérisée par un faible ensoleillement (1 550 h/an) ; forte humidité de l’air (plus de 20 h/jour avec humidité relative > 80 % en hiver), vents forts fréquents. Parallèlement le GIEC normand, un groupe régional d’experts sur le climat, différencie quant à lui, dans une étude de 2020, trois grands types de climats pour la région Normandie, nuancés à une échelle plus fine par les facteurs géographiques locaux. La commune est, selon ce zonage, exposée à un « climat contrasté des collines », correspondant au Pays d’Auge, Lieuvin et Roumois, moins directement soumis aux flux océaniques et connaissant toutefois des précipitations assez marquées en raison des reliefs collinaires qui favorisent leur formation.
Pour la période 1971-2000, la température annuelle moyenne est de 10,8 °C, avec  une amplitude thermique annuelle de 12,5 °C. Le cumul annuel moyen de précipitations est de 886 mm, avec 12,3 jours de précipitations en janvier et 8,5 jours en juillet. Pour la période 1991-2020, la température moyenne annuelle observée sur la station météorologique la plus proche, située sur la commune de Boulleville à 6 km à vol d'oiseau, est de 11,3 °C et le cumul annuel moyen de précipitations est de 851,2 mm,. Pour l'avenir, les paramètres climatiques de la commune estimés pour 2050 selon différents scénarios d’émission de gaz à effet de serre sont consultables sur un site dédié publié par Météo-France en novembre 2022.

### Milieux naturels et biodiversité
La commune fait partie du parc naturel régional des Boucles de la Seine normande.

## Urbanisme

### Typologie
Au 1er janvier 2024, Conteville est catégorisée commune rurale à habitat dispersé, selon la nouvelle grille communale de densité à 7 niveaux définie par l'Insee en 2022.
Elle est située hors unité urbaine. Par ailleurs la commune fait partie de l'aire d'attraction du Havre, dont elle est une commune de la couronne,. Cette aire, qui regroupe 116 communes, est catégorisée dans les aires de 200 000 à moins de 700 000 habitants,.
La commune, bordée par l'estuaire de la Seine, est également une commune littorale au sens de la loi du 3 janvier 1986, dite loi littoral. Des dispositions spécifiques d’urbanisme s’y appliquent dès lors afin de préserver les espaces naturels, les sites, les paysages et l’équilibre écologique du littoral, tel le principe d'inconstructibilité, en dehors des espaces urbanisés, sur la bande littorale des 100 mètres, ou plus si le plan local d’urbanisme le prévoit.

### Occupation des sols
L'occupation des sols de la commune, telle qu'elle ressort de la base de données européenne d’occupation biophysique des sols Corine Land Cover (CLC), est marquée par l'importance des territoires agricoles (85,2 % en 2018), une proportion identique à celle de 1990 (85,2 %). La répartition détaillée en 2018 est la suivante : 
prairies (35,7 %), terres arables (30,4 %), zones agricoles hétérogènes (19,2 %), forêts (11,7 %), zones urbanisées (2,4 %), eaux maritimes (0,7 %). L'évolution de l’occupation des sols de la commune et de ses infrastructures peut être observée sur les différentes représentations cartographiques du territoire : la carte de Cassini (XVIIIe siècle), la carte d'état-major (1820-1866) et les cartes ou photos aériennes de l'IGN pour la période actuelle (1950 à aujourd'hui).

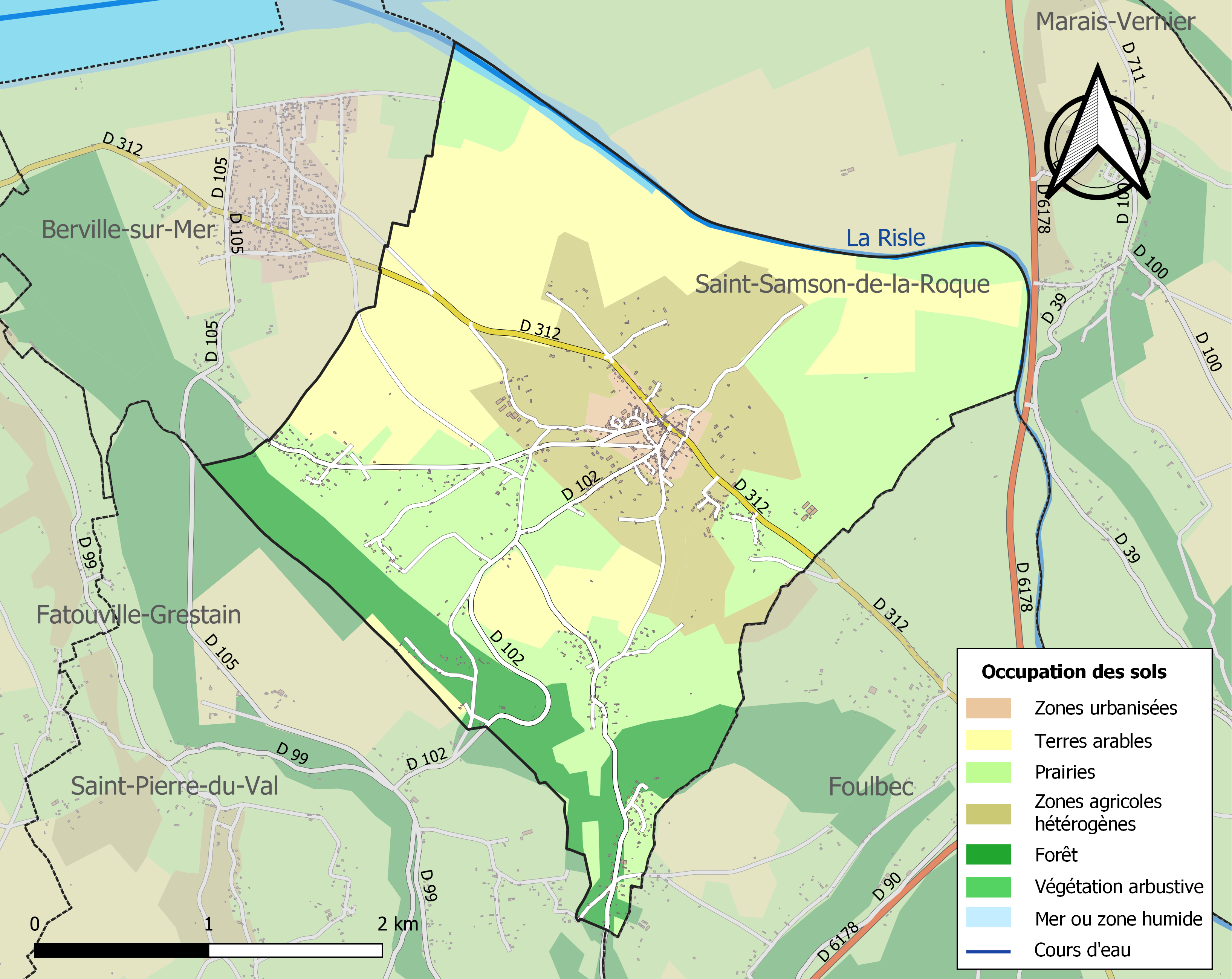
Carte des infrastructures et de l'occupation des sols de la commune en 2018 (CLC).

## Toponymie
Le nom de la localité est attesté sous les formes latinisées Contavilla au XIe siècle (Orderic Vital), Conta villa entre 1059 et 1066 (Fauroux 218), puis Contevillam en 1338, Conteville-sur-Mer en 1828 (L. Dubois).
Il s'agit d'une formation toponymique médiévale en -ville, dont le premier élément Conte- représente un comte non identifié, peut-être en référence au titre que portaient les premiers duc de Normandie.
Microtoponymie
Au commencement du XVIIIe siècle, l'ensemble des petites seigneuries se trouvèrent réunies, par acquisitions successives, à la baronnie de Conteville, dont elles firent partie jusqu'à la Révolution.
- Les Bois. – Il est fait mention de ce fief dans un titre de 1286 ; Laurent Restant était seigneur des Bois à Conteville en 1641 ; il fut remplacé, en 1692, par Louis de Brinon, qui lui-même eut pour successeur une branche de la famille de Grosourdy.
- La Garenne. – Ce fief est cité dans une charte de 1286. Au XVIIe siècle et au commencement du XVIIIe, il se trouve dans les mains d’une famille Piedelièvre, bourgeois de Pont-Audemer, dont l’un des membres fut curé de Conteville, en 1711. En 1714, Benoît Piedelièvre, sieur de la Garenne, habitait aussi Pont-Audemer.
- Marie. – Appartenait, vers 1770, à Joseph-Barthélemy Morin, seigneur de Conteville.
- Le Guéret et la Hérichère. – en 1768, ils étaient dans les mains de Jean et Charles Bouchard. Une de leurs descendantes, Mme Agathe-Emélie Bouchard, veuve de M. Dominique Cardine, a vu vendre, le 28 août 1868, ses biens par expropriation.
- La Londette « la petite londe », londe signifiant « bois » en ancien normand, terme issu de l'ancien scandinave lundr « bosquet, bois » – Était dans les mains de la famille Lejugeur, à la fin du XVIIe siècle.
- Les Julliens. – Ce fief s’étendait sur dix-sept pièces de terre, sises à Conteville et à Saint-Pierre ; au commencement du XVIIIe siècle, il appartenait à Jean Jullien.
- La Vigne. – Les premiers seigneurs de ce fief sont les hoirs Richard de la Vigne. Vers la deuxième moitié du XVIIe siècle, ce fief appartenait à la famille Lejugeur. IL fut ensuite réuni à la baronnie de Conteville par M. Cousin, qui en fit l’acquisition.

## Histoire
Herluin, un chevalier, épousa la concubine du duc Robert Ier de Normandie, Arlette de Falaise, et lui apporta en dot le domaine de Conteville.
De son union avec Arlette, le comte de Conteville eut deux fils et une fille : Odon ou Eudes, qui devint évêque de Bayeux, et Robert qui prit plus tard le titre de comte de Mortain. La fille, nommée Emma, épousa Richard Goz.
Conteville fit partie du domaine ducal jusqu'au moment où Richard Cœur de Lion l'échangea, le 18 janvier 1195, avec les moines de Jumièges, contre le Pont-de-l'Arche.
Cette paroisse était alors une vicomté, ainsi que l’apprennent les rôles de l’échiquier de Normandie.
Entre 1180 et 1195, on y trouve Guillaume de la Mare, comme fermier de cette vicomté et de la seigneurie de Boulleville.
Richard Ier de la Mare, abbé de Jumièges, rend compte de 20 livres qu’il s'était obligé de payer annuellement pour le manoir de Conteville.
En 1199, le roi Jean rendit le Pont-de-l'Arche à l'abbaye de Jumièges et reprit possession de Conteville qu’il donna quelque temps après à Gérard de Fornival, pour le service d’un fief de chevalier.
Philippe-Auguste échangea Conteville, en 1210, avec l'abbaye de Jumièges, contre le Pont-de-l'Arche. Saint Louis confirma cet échange en juillet 1246.
En 1238, Thomas du Buisson vendit à l’abbaye de Jumièges un manoir qu’il possédait à Conteville, situé entre le chemin de Grestain et le chemin qui conduit à la Vigne.
Il y avait à Conteville, en 1286, un moulin nommé le moulin de la Croix et trois fiefs qui étaient ; les fiefs de la Garenne, de la Vigne et des Bois. La vavassorerie des Monts n’est connue qu’en 1475.
Les prieur et religieux de Grestain, à cette époque, reconnurent, eux aussi, « que les héritages situés en la paroisse de Conteville, relevant de leurs fiefs et seigneuries, étaient exempts de reliefs et de treizièmes, sauf ceux dont les possesseurs se seraient obligés par titres ou reconnaissances, qui ne sont pas compris dans ladite franchise et exemption ….. »
Ce privilège, qui fut si souvent, dans la suite, contesté aux habitants, devait sans doute remonter au temps où Conteville faisait partie du domaine royal, s’il n’avait pas son origine dans les donations faites par Childebert à saint Samson, évêque de Dol.
Le 22 mars 1526, l'abbé et les religieux de Jumièges rendirent aveu au roi à cause de leur baronnie de Conteville.
Le 3 juin 1676, Guillaume et Élie Lejugeur, père et fils, donnèrent et aumosnèrent une vergée de terre à la confrérie du Rosaire à Conteville.
La tradition rapporte qu'une foire, dite de Saint-Gervais, se tenait à Conteville. La charte de création de cette foire Saint-Gervais remontant à l’époque où ce pays faisait encore partie du domaine royal fut retrouvée le 16 janvier 1784, lors de l’inventaire des titres et papiers du trésor de l’église de Conteville.
Il se tient chaque semaine deux petits marchés dans le bourg de Conteville, l’un le jeudi et l’autre le dimanche. Il y avait jadis une halle pour les grains.
La « brigade Piron » a libéré Conteville le 26 août 1944.

## Politique et administration
| Période                                  | Période  | Identité             | Étiquette | Qualité                                           |
| ---------------------------------------- | -------- | -------------------- | --------- | ------------------------------------------------- |
| Les données manquantes sont à compléter. |          |                      |           |                                                   |
| juin 1790                                |          | François Rever       |           | ancien curé de la commune                         |
| Les données manquantes sont à compléter. |          |                      |           |                                                   |
| 1815                                     | 1830     | Alphonse de Foucault |           | Ancien garde du corps et chevalier de Saint-Louis |
| Les données manquantes sont à compléter. |          |                      |           |                                                   |
| mars 2001                                | En cours | Martine Lecerf       | DVD       | Retraitée                                         |

## Population et société

### Démographie
L'évolution du nombre d'habitants est connue à travers les recensements de la population effectués dans la commune depuis 1793. Pour les communes de moins de 10 000 habitants, une enquête de recensement portant sur toute la population est réalisée tous les cinq ans, les populations de référence des années intermédiaires étant quant à elles estimées par interpolation ou extrapolation. Pour la commune, le premier recensement exhaustif entrant dans le cadre du nouveau dispositif a été réalisé en 2005.

En 2022, la commune comptait 1 032 habitants, en évolution de +4,77 % par rapport à 2016 (Eure : −0,25 %, France hors Mayotte : +2,11 %).
| 1793 | 1800 | 1806 | 1821 | 1831 | 1836 | 1841 | 1846 | 1851 |
| ---- | ---- | ---- | ---- | ---- | ---- | ---- | ---- | ---- |
| 924  | 923  | 748  | 749  | 811  | 880  | 858  | 808  | 793  |

| 1856 | 1861 | 1866 | 1872 | 1876 | 1881 | 1886 | 1891 | 1896 |
| ---- | ---- | ---- | ---- | ---- | ---- | ---- | ---- | ---- |
| 728  | 706  | 641  | 650  | 612  | 644  | 635  | 566  | 583  |

| 1901 | 1906 | 1911 | 1921 | 1926 | 1931 | 1936 | 1946 | 1954 |
| ---- | ---- | ---- | ---- | ---- | ---- | ---- | ---- | ---- |
| 609  | 581  | 543  | 421  | 441  | 384  | 426  | 420  | 453  |

| 1962 | 1968 | 1975 | 1982 | 1990 | 1999 | 2005 | 2006 | 2010 |
| ---- | ---- | ---- | ---- | ---- | ---- | ---- | ---- | ---- |
| 416  | 470  | 463  | 580  | 701  | 726  | 797  | 821  | 921  |

| 2015 | 2020  | 2022  | - | - | - | - | - | - |
| ---- | ----- | ----- | - | - | - | - | - | - |
| 973  | 1 015 | 1 032 | - | - | - | - | - | - |

## Culture locale et patrimoine

### Lieux et monuments

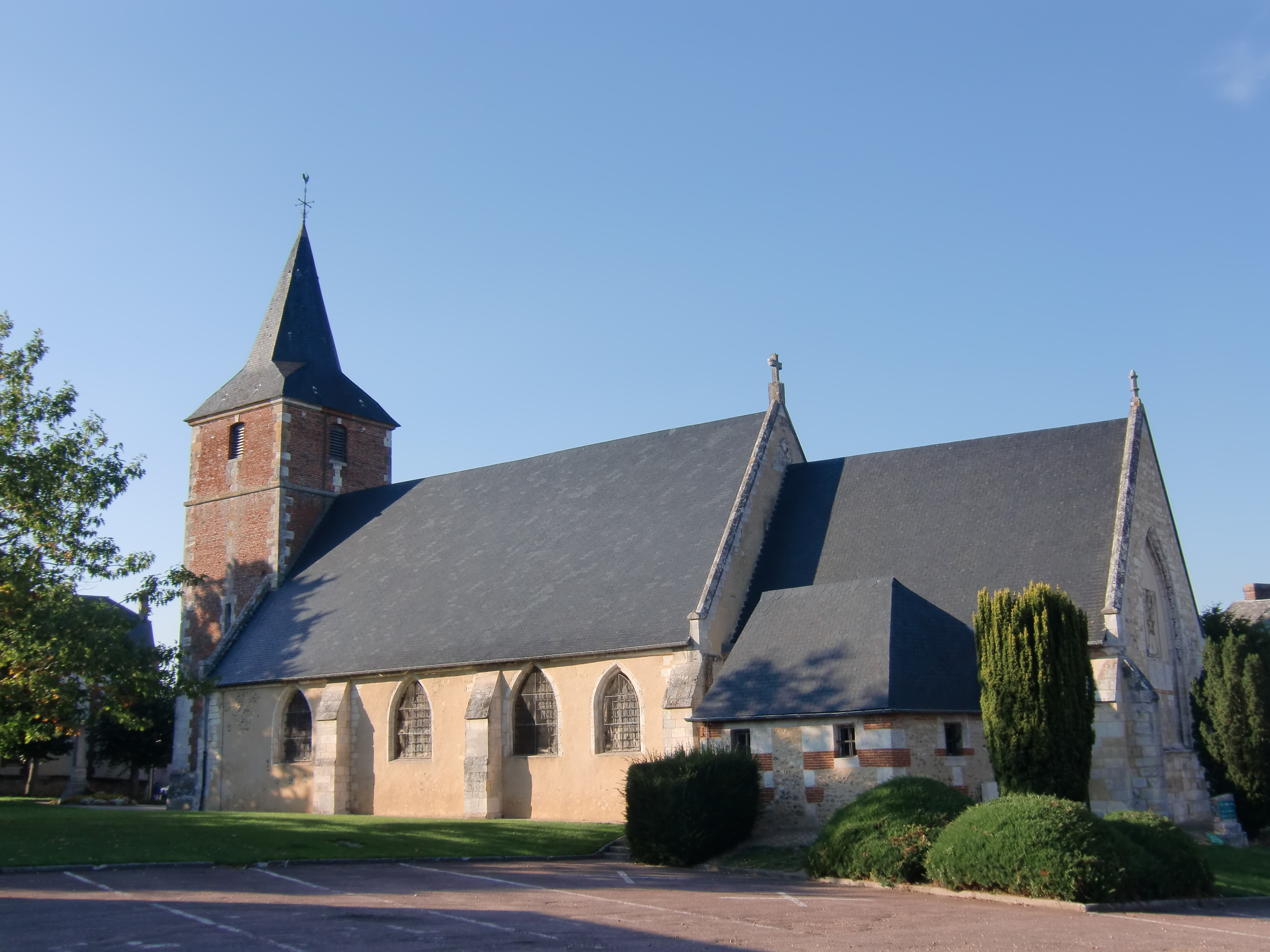

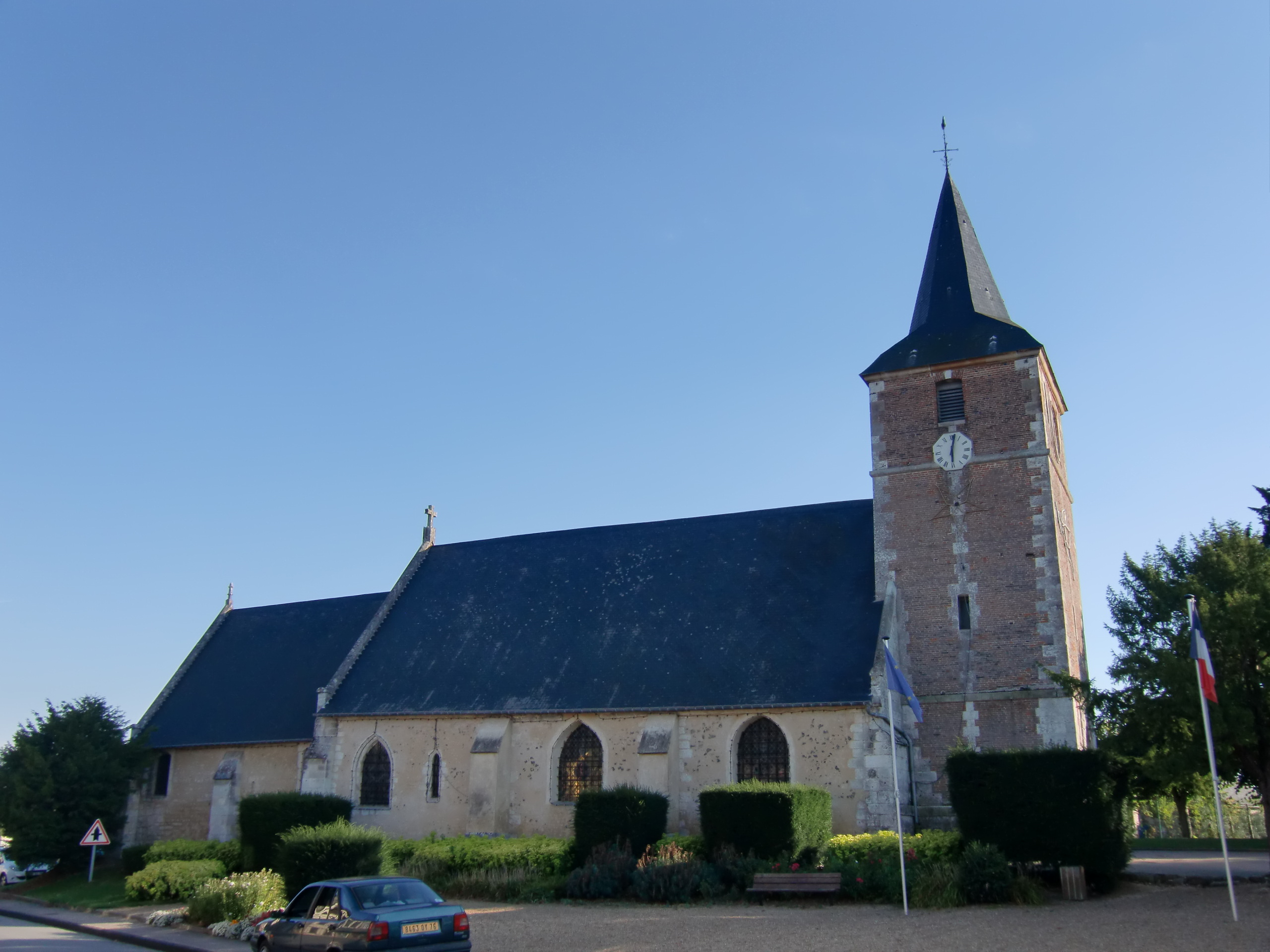
Église Saint-Maclou.

La commune de Conteville compte plusieurs édifices inscrits à l'inventaire général du patrimoine culturel :
- L'église Saint-Maclou (XIIIe, XIVe, XVIe et XVIIe)[28] ;
- Le cimetière du XIXe siècle[29] ;
- Le château de Conteville - "dernière trace de la féodalité à Conteville" (détruit au milieu du XIXe siècle)[30]
- Le château de la Garenne (XIXe)[31] ;
- La mairie - école (1877)[32] ;
- Un manoir - presbytère du XVIIIe siècle[33] ; l'ancien presbytère bâti en forme d’équerre, dans un endroit aussi humide que malsain et menaçant ruine, fut démoli, en 1773, par le curé de la paroisse, Nicolas Leclerc, qui se chargea de le faire reconstruire à ses frais. Il demanda et obtint, le 3 octobre de la même année, l’autorisation des habitants pour prendre sur les biens communaux tous les matériaux nécessaires pour élever cet édifice.
- Quatre fermes : une première du XVIIe siècle au lieu-dit Hameau Potier[34] ; une deuxième du XVIIIe siècle au lieu-dit Hameau Potier[35] ; une troisième du XIXe siècle au lieu-dit Hameau Julien[36] ; et une quatrième du XIXe siècle au lieu-dit le Douy[37] ;
- Une fontaine de 1832[38].

### La confrérie de charité
Les confréries de charité sont une tradition encore vivace dans les communes du nord du département. A Conteville, la confrérie du Rosaire fut créée en 1616. Elle prit le nom de charité du Saint-Sacrement en 1907.

### Patrimoine naturel

#### Zone humide protégée par la convention de Ramsar
- Marais Vernier et vallée de la Risle maritime[40].

#### Parc naturel
- Parc naturel régional des Boucles de la Seine normande[41].

#### Réserve naturelle nationale
- Estuaire de la Seine[42].

#### Terrain acquis par le conservatoire du littoral
- Risle Maritime[43].

#### Natura 2000
- Marais Vernier, Risle Maritime[44].
- Estuaire et marais de la Basse Seine[45].

#### ZNIEFF de type 1
- Les prairies alluviales de la basse vallée de la Risle[46].
- Le blanc banc à Saint-Samson-de-la-Roque[47].

#### ZNIEFF de type 2
- La basse vallée de la Risle et les vallées conséquentes de Pont-Audemer à la Seine[48].

#### Sites inscrits
- La rive gauche de l'embouchure de la Seine[49].  Site inscrit (1977) ;
- La rive gauche de la Seine aux abords du pont de Tancarville[50].  Site inscrit (1967).

### Personnalités liées à la commune
- François Rever[51] (1753-1828), prêtre, enseignant, homme politique, curé de la commune jusqu'en 1789 où il s'engage dans la politique.
- Jean Revel (1848-1925), écrivain, y est né et mort.
- René Belletto (1945-) situe à Conteville la résidence de l'héroïne de sa Lettre à Mademoiselle Catherine C. parue en 1974 dans le recueil de nouvelles Le Temps mort. L'adresse de Catherine C. étant située au 8 de l'imaginaire chemin des Aubépines.